# 仙台川
仙台川（せんだいがわ）は、宮城県仙台市を流れる七北田川水系七北田川支流の二級河川である。低い丘陵の谷間を流れる小さな川である。
江戸時代には広瀬川のうち仙台の城下町を流れる部分を指して仙台川と呼ぶことがあったが、この川とは関わりがない。

## 流路
地上の流れは宮城県仙台市青葉区鷺ヶ森と水の森の境からはじまる。北西に流れて泉区の八乙女中央で七北田川に合流する。流域は丘陵だが、全域が市街地である。仙台の名を冠するが市の中心からは外れ、北の郊外住宅地を流れる。

## 水質
2018年度の調査では、最下流部の生物化学的酸素要求量(BOD)75%値は 0.7 mg/Lであった。仙台川に環境基準は設定されていないが、基準類型AA（1.0以下）を満たす良い水質である。

## 河川施設
- 仙台川放水路トンネル - 南の梅田川から仙台川に水を分けるために1988年に作られた放水路。青葉区あけぼの町から通じる長さ405メートルのトンネルは、梅田川増水時にその水を仙台川経由で七北田川に流すものである。

## 橋梁
- こだま橋
- 第二勝山橋
- （橋）
- 源太兵衛中橋
- 双葉ヶ丘橋
- 北根橋 - 宮城県道22号仙台泉線
- （橋）
- 黒松第二入口橋
- （橋） - 仙台市地下鉄
- 新杉の田橋
- 杉の田橋
- 真美沢橋 - 宮城県道37号仙台北環状線
- 八乙女橋